# Sièges réservés (Kiribati)
À la Maneaba ni Maungatabu, parlement des Kiribati, un siège de député est réservé aux habitants de Banaba qui ont été déplacés sur l'île de Rabi (îles Fidji) par le gouvernement britannique après la Seconde Guerre mondiale. C'est le Conseil de Rabi et non les électeurs qui choisissent le député.